# Герцогский талер
Герцогский талер (нем. Herzogstaler) — название конвенционного талера князя-епископа Вюрцбурга и Бамберга Адама Фридриха фон Зайнсхайма 1766 года. Своё название монета получила благодаря круговой легенде на аверсе «FRANC•ORIENT•DUX», которой епископ подчёркивал свои притязания на титул герцога Франконии. Её весовые характеристики соответствовали нормам монетной конвенции 1753 года, предполагавшей выпуск талеров из серебра 833 пробы с содержанием 1⁄10 кёльнской марки (233,855 г) чистого серебра. Монета имеет номер 2900 по каталогу талеров Davenport`а.